# Пахулані
Пахулані (груз. ფახულანი) — село в Грузії.
За даними перепису населення 2014 року в селі проживає 273 особи.